# Área de Espacios Naturales
El Área de Espacios Naturales de la Diputación de Barcelona (Cataluña, España) gestiona los 12 espacios naturales que forman la Red de Parques Naturales y promueve políticas y herramientas para la protección, la planificación y el desarrollo de los espacios libres de la provincia de Barcelona.

## Ámbitos de actuación
Además de la gestión de los 12 parques de la Red de Parques Naturales, el Área asesora a los municipios en los siguientes ámbitos: planificación, análisis territorial de los espacios libres y prevención de incendios forestales. 
Cuenta con el programa SITxell (Sistema de Información Territorial de la red de espacios libres); la prevención municipal de los incendios forestales se realiza desde la Oficina Técnica de Prevención Municipal de Incendios Forestales y tiene encomendada la gestión del Parque Fluvial del Besòs, en los municipios de Barcelona, San Adrián de Besós, Santa Coloma de Gramanet y Moncada y Reixach. También desde el Área se impulsa el Círculo de Amigos de los parques naturales, entidad con más de 10 años de historia que supera los cuatro mil socios.